# Spinoza Lyceum

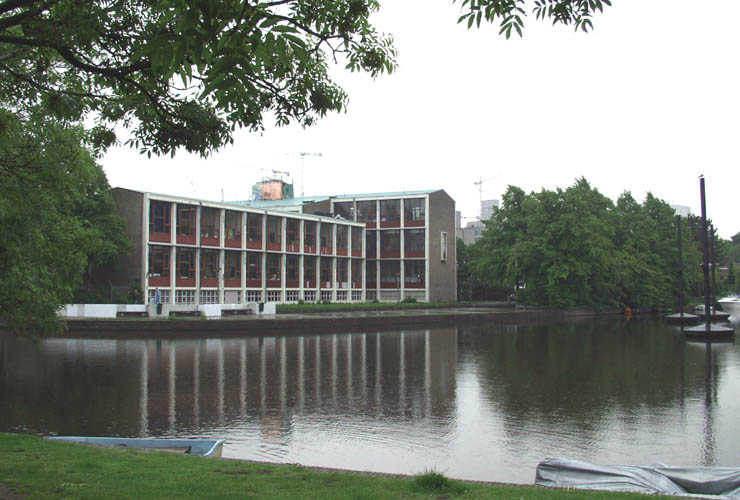
Het Spinoza Lyceum, gezien vanaf de Stadionkade.

Het Spinoza Lyceum is een school voor middelbaar onderwijs in Amsterdam, vernoemd naar de filosoof Baruch Spinoza, een pantheïstisch filosoof die zijn antwoorden zocht in de verbinding of relatie van mens en natuur naast of met het goddelijke.
Sinds 1957 is het Spinoza Lyceum gevestigd aan de Peter van Anrooystraat 8 in Amsterdam-Zuid. 
De school kent de richtingen vmbo-t, havo, atheneum en gymnasium.
Het is een Daltonschool, waarbij er meer in groepjes wordt gewerkt en het leren samenwerken en plannen een voorname rol speelt in het onderwijs. De leerling volgt een uur per dag een zogeheten Daltonuur, waarin zelf gekozen kan worden welke vakken in dat uur gevolgd worden.
Voor de gevel van het Spinoza Lyceum van een beeld van Baruch Spinoza van de hand van Hildo Krop.

## Bekende oud-leerlingen
- Gijs Blom
- Klaas Bruinsma (drugsbaron)
- Martine Bijl
- Caro Emerald
- Lange Frans
- Nelly Frijda
- Jack van Gelder
- Hanneke Groenteman
- Herman Keppy
- Tim Krabbé
- Noor
- Trijntje Oosterhuis
- Marja Ruigrok
- Judith Sargentini
- Loretta Schrijver
- Simon de Waal
- Victor Reinier